# Georg Kieninger
Georg Kieninger est un joueur d'échecs allemand né le 5 juin 1902 à Munich et mort le 25 janvier 1975 à Dusseldorf. Champion d'Allemagne à trois reprises  (en 1937, 1940 et 1947), il reçut le titre de maître international à sa création en 1950. Georg Kieninger représenta l'Allemagne de l'ouest lors du premier championnat d'Europe d'échecs des nations en 1957 et remporta une médaille de bronze individuelle au huitième échiquier (l'Allemagne finit quatrième de la finale à Baden).

## Carrière aux échecs

### Championnats d'Allemagne
En 1932, Kieninger gagna le 28e congrès de la fédération allemande (ancêtre du championnat d'Allemagne) à Bad Ems. Lors du premier championnat d'Allemagne à Bad Pyrmont, en 1933, il finit troisième ex æquo (championnat remporté par Efim Bogoljubov). En 1937, il remporta le quatrième championnat d'Allemagne à Bad Oeynhausen devant Kurt Richter. L'année suivante, il finit deuxième ex æquo du championnat remporté par Erich Eliskases.
Kieninger fut premier en 1940 à Bad Oeynhausen devant Paul Felix Schmidt et Kurt Richter. En 1943, il fut huitième du championnat d'Allemagne à Vienne.
Après la Seconde Guerre mondiale, il remporta le onzième championnat d'Allemagne à Wedenau en 1947. En 1948, il fut vice-champion d'Allemagne derrière Unzicker, puis il termina quatrième à Bad Pyrmont en 1949. En 1950, il finit neuvième du premier championnat de RFA.

### Tournois individuels
Kieninger remporta le tournoi de Dusseldorf en 1931 et 1932 et 1946. Il gagna à Cologne en 1931.  En 1933, il finit 1er-3e du championnat de la fédération du Bas-Rhin à Velbert.
En 1937, il finit troisième du tournoi de Berlin remporté par Ludwig Rellstab devant Carlos Guimard et deuxième du tournoi préliminaire du championnat d'Allemagne à Stadtprozelten. En 1938, il fut troisième du tournoi de Bad Harzburg remporté par Vasja Pirc devant Bogoljubov. En 1938, il termina premier, ex æquo avec Eliskases, du tournoi de Krefeld et deuxième du tournoi de Wuppertal-Barmen (victoire de Engels). En 1939, il gagna à Krefeld (ex æquo avec Engels) et fut 3e-6e du tournoi Europa à Stuttgart (victoire de Bogoljubov devant Richter), ex æquo avec Milan Vidmar, Ludwig Engels et Erich Eliskases.
Lors du tournoi Europa de 1941, il marqua 7 points sur 15 et finit 9e-10e. En 1942, il finit troisième du tournoi de Cologne et 5e-6e du tournoi de Cracovie-Varsovie-Lublin remporté par Alekhine. Après la Seconde Guerre mondiale, il gagna le tournoi de Weidenau en décembre 1945 et ceux de Hambourg et Menden en 1946.
En 1947, il gagna à Essen (devant Unzicker), à Cologne et à Gelsenkirchen. En 1948, il fut troisième du tournoi de Bad Nauheim, puis premier en 1949 à Gladbeck et 6e-7e du tournoi international d'Oldenbourg. En 1950, il termina troisième ex æquo du tournoi de Travemünde remporté par Unzicker devant Bogoljubov et remporta celui de Weidenau.
En 1951, Kieninger termina troisième ex æquo du tournoi de Beverwijk.

### Matchs
Kieninger annula un match contre Ludwig Engels en 1931 à Dusseldorf (6 à 6). La même année, il battit Alfred Brinckmann à Wuppertal (5 à 3). En 1934, il battit Engels à Dusseldorf (5,5 à 2,5), puis en 1938 (7 à 5). En 1938, il battit Hans Zollner à Munich (3,5 à 0,5). En 1940, il battit Immo Engert (5 à 1) et Wilhelm Ernst (deux matchs : 6 à 4 et 5,5 à 4,5).

## Le piège de Kieninger
Le piège de Kieninger est une suite  de coups du gambit de Budapest :
- 1. d4 Cf6 2. c4 e5 3. dxe5 Cg4 4. Ff4 Cc6 5. Cf3 Fb4 6. Cbd2 De7 7. a3 Cgxe5, et si  8.axb4 ?, alors Cd3 #